# Північна Фризія
Північна Фризія (нім. Nordfriesland, фриз. Nuurdfresklun, ниж.-нім. Noordfreesland, дан. Nordfrisland) — район у Німеччині. Центр району — місто Гузум. Район входить до землі Шлезвіг-Гольштейн. Займає площу 2046,98 км2. Населення району становить 167 147 осіб (станом на 31 грудня 2020). Густота населення 81 осіб/км2.
Офіційний код району — 01 0 54.

## Історія
Повіт Північна Фризія утворився 26 квітня 1970 року на базі повітів Південний Тондерн.

## Міста та громади
Район складається з трьох самостійних міст і двох самостійних громад, а також 128 міст і громад (нім. Gemeinden), об'єднаних в 8 об'єднань громад (нім. Ämter).
Дані про населення наведені станом на 31 грудня 2020. Зірочками (*) позначені центри об'єднань громад.
| Самостійні міста/громади:                                          | Самостійні міста/громади:                                  |
| ------------------------------------------------------------------ | ---------------------------------------------------------- |
| - 1. Гузум, місто (23249) - 2. Зильт (13818) - 3. Ройсенкеге (334) | - 4. Теннінг, місто (4952) - 5. Фрідріхштадт, місто (2666) |

| Об'єднання громад: | | |
| - 1. Айдерштедт (11396) 1. Вельт (190) 2. Вестергефер (100) 3. Гардінг* (місто) (2844) 4. Гротузенког (23) 5. Занкт-Петер-Ордінг (3980) 6. Катаріненгерд (160) 7. Кірхшпіль-Гардінг (272) 8. Котценбюль (194) 9. Нордерфрідріхског (37) 10. Ольденсворт (1253) 11. Остергефер (213) 12. Поппенбюль (229) 13. Татінг (976) 14. Тетенбюль (603) 15. Тюмлауер-Ког (97) 16. Фоллервік (225) - 2. Фер-Амрум (10652) 1. Алькерзум (397) 2. Боргзум (331) 3. Вик-ауф-Фер* (місто) (4280) 4. Вітзум (47) 5. Віттдюн-ауф-Амрум (806) 6. Вріксум (602) 7. Дунзум (67) 8. Ефенум (465) 9. Зюдеренде (184) 10. Мідлум (440) 11. Небель (947) 12. Ніблум (592) 13. Норддорф-ауф-Амрум (578) 14. Ольдзум (510) 15. Утерзум (406) - 3. Ландшафт-Зильт (4565) (Центр: Зильт) 1. Веннінгштедт-Брадеруп (1624) 2. Гернум (917) 3. Кампен (471) 4. Ліст-ауф-Зильт (1553) | - 4. Міттлерес-Нордфрісланд (21078) 1. Альмдорф (535) 2. Аренсгефт (528) 3. Баргум (625) 4. Бомштедт (718) 5. Борделум (1995) 6. Бредштедт* (місто) (5633) 7. Бреклум (2308) 8. Гегель (462) 9. Гольдебек (365) 10. Гольделунд (412) 11. Дрельсдорф (1251) 12. Зеннебюль (273) 13. Йольделунд (738) 14. Колькергайде (72) 15. Лангенгорн (3334) 16. Лютьєнгольм (331) 17. Окгольм (300) 18. Штрукум (1026) 19. Фольштедт (172) - 5. Нордзе-Трене (23655) 1. Арлеватт (338) 2. Віннерт (717) 3. Віттбек (781) 4. Віцворт (1016) 5. Віш (118) 6. Воббенбюль (451) 7. Гаттштедт (2611) 8. Гаттштедтермарш (271) 9. Горштедт (817) 10. Гуде (179) 11. Драге (644) 12. Елізабет-Зофін-Ког (50) 13. Зет (779) 14. Зімонсберг (837) 15. Зюдергефт (17) 16. Зюдермарш (143) 17. Кольденбюттель (907) 18. Мільдштедт* (3978) 19. Нордстранд (2237) 20. Ольдерсбек (747) 21. Ольдеруп (459) 22. Остенфельд (1522) 23. Рамштедт (423) 24. Рантрум (1877) 25. Фрезендельф (93) 26. Швабштедт (1340) 27. Юльфесбюль (303) | - 6. Пельворм (1446) (Центр: Гузум) 1. Греде (11) 2. Галліг-Гоге (103) 3. Лангенес (129) 4. Пельворм (1203) - 7. Зюдтондерн (40113) 1. Афентофт (420) 2. Ахтруп (1502) 3. Босбюль (234) 4. Брадеруп (668) 5. Брамштедтлунд (217) 6. Вестре (358) 7. Гальмсбюль (611) 8. Гольм (92) 9. Гумптруп (762) 10. Дагебюль (897) 11. Ельгефт (111) 12. Еммельсбюль-Горсбюль (887) 13. Енге-Занде (1132) 14. Зюдерлюгум (2422) 15. Карлум (209) 16. Кланксбюль (1006) 17. Кліксбюль (1050) 18. Ладелунд (1365) 19. Лек (7771) 20. Лексгаард (52) 21. Нібюль* (місто) (10089) 22. Нойкірхен (1132) 23. Різум-Ліндгольм (3849) 24. Роденес (419) 25. Тіннінгштедт (234) 26. Упгузум (365) 27. Фрідріх-Вільгельм-Любке-Ког (174) 28. Шпракебюль (255) 29. Штадум (966) 30. Штедезанд (864) - 8. Фіель (9223) 1. Аренфіель (512) 2. Аренфіельфельд (226) 3. Берендорф (563) 4. Бонделум (166) 5. Вестер-Орштедт (1034) 6. Газелунд (888) 7. Зольвітт (288) 8. Імменштедт (641) 9. Левенштедт (680) 10. Норштедт (388) 11. Остер-Орштедт (644) 12. Фіель* (2237) 13. Швезінг (956) |

## Політична мапа

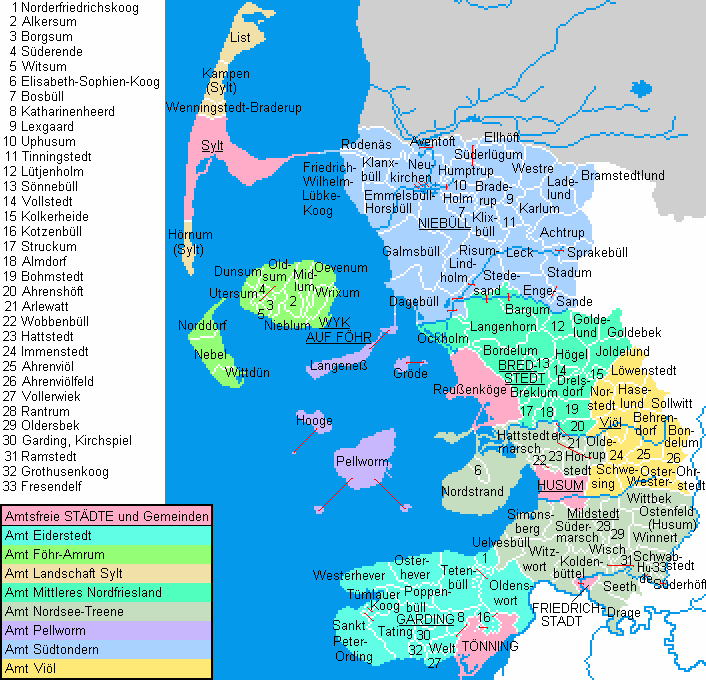
Район Північна Фризія